# Mokre Łany
Mokre Łany (deutsch: Mokrolohna) ist ein Stadtteil von Strzelce Opolskie (Groß Strehlitz) und ein Schulzenamt der Gemeinde Strzelce Opolskie in Polen.

## Geschichte
Der Ort wurde 1448 erstmals urkundlich erwähnt. 1837 wurde die katholische Schule gegründet. 1865 bestand Mokrolohna neben dem Dorf auch aus den Vorwerken Mokrolohna und Gruschek und dem Ischlturm. Das Dorf hatte 13 Bauern, fünf Halbbauern, 13 Gärtner, 29 Häusler und 42 Einlieger. Bei Gruschek befand sich ein Kalksteinbruch.
Bei der Volksabstimmung in Oberschlesien am 20. März 1921 stimmten 254 Wahlberechtigte für einen Verbleib bei Deutschland und 390 für Polen. Mokrolohna verblieb beim Deutschen Reich. Am 1. Januar 1931 wurde Mokrolohna in die Stadt Groß Strehlitz eingemeindet. 1936 wurde der Ort in Wiesengrund umbenannt. Am 28. Juni 1948 wurde der Ort in Mokre Łany umbenannt.